# United States Football League (2022)
United States Football League (zkráceně: USFL; Fotbalová liga Spojených států) je Profesionální liga amerického fotbalu, založená v roce 2022. Jedná se o obnovení ligy USFL z let 1983–1985. Ligu tvoří 8 týmů, které jsou rozdělené po dvou divizí, severní a jižní, přičemž každá z těchto divizí má 4 týmy. Přestože každý z týmů má své domácí působiště, celá jedna sezóna se odehrává na jednom konkrétním na základě losu. První sezóna byla odehraná v roce 2022, kterou vyhrál tým Birmingham Stallions proti Philadelphia Stars 33:30.